# Front Democràtic Nacional Antiimperialista
El Front Democràtic Nacional Antiimperialista (FDNAI), (en hangul: 반제민족민주전선 (반제민전) és una organització clandestina de Corea del Sud, considerada com un partit polític socialista per Corea del Nord i com un grup pro-nord-coreà per Corea del Sud. És l'única organització sud-coreana que manté una missió en Pyongyang.

## Història
Va ser fundat amb el nom de Partit Revolucionari per la Reunificació el 25 d'agost de 1969. Després va canviar el seu nom al de Front Democràtic Nacional de Corea del Sud (en hangul: 한국민족민주전선 (한민전)) el 27 de juliol de 1985, per a finalment adoptar l'actual nom el 23 de març de 2005.
EL FDNAI es regeix per la idea Juche de Corea del Nord. El seus objectius son dur a terme una revolució popular al sud, aconseguir la independència mitjançant la retirada de tropes i bases dels Estats Units, i la reunificació coreana. La seva història es remunta a 1964 amb la formació d'un comitè per crear el partit encara que oficialment va ser fundat el 1969 per Kim Jongtae i Choi Yongdo. Ambdós foren executats per la dictadura de Park Chung-hee, juntament amb altres líders del partit. Altres membres del partit van ser condemnats a llargues penes de presó, i l'esposa de Kim Jongtae i els seus dos fills van ser desapareguts.
L'organització està il·legalitzada a Corea del Sud sota la Llei de Seguretat Nacional, però opera de manera clandestina. Té una missió a Pyongyang i una altra al Japó. És similar en organització al Front Democràtic per a la Reunificació de la Pàtria, el front popular de iure nord-coreà; de vegades se l'anomena Front Democràtic Nacional de Corea del Sud.